# Bolitoglossa porrasorum
Bolitoglossa porrasorum é uma espécie de anfíbio caudado pertencente à família Plethodontidae, sub-família Plethodontinae.